# Toussaintia orientalis
Toussaintia orientalis är en kirimojaväxtart som beskrevs av Bernard Verdcourt. Toussaintia orientalis ingår i släktet Toussaintia och familjen kirimojaväxter. IUCN kategoriserar arten globalt som starkt hotad. Inga underarter finns listade i Catalogue of Life.